# Plesispa korthalsiae
Plesispa korthalsiae es una especie de insecto coleóptero de la familia Chrysomelidae. Fue descrita científicamente en 1963 por Gressitt.